# 3-я Сокольническая улица
3-я Соко́льническая улица (до 6 мая 1986 года — 10-я Сокольническая улица) — улица на востоке Москвы, расположена в районе Сокольники между улицами Жебрунова и Барболина. Пересекает улицу Гастелло.

## Строения

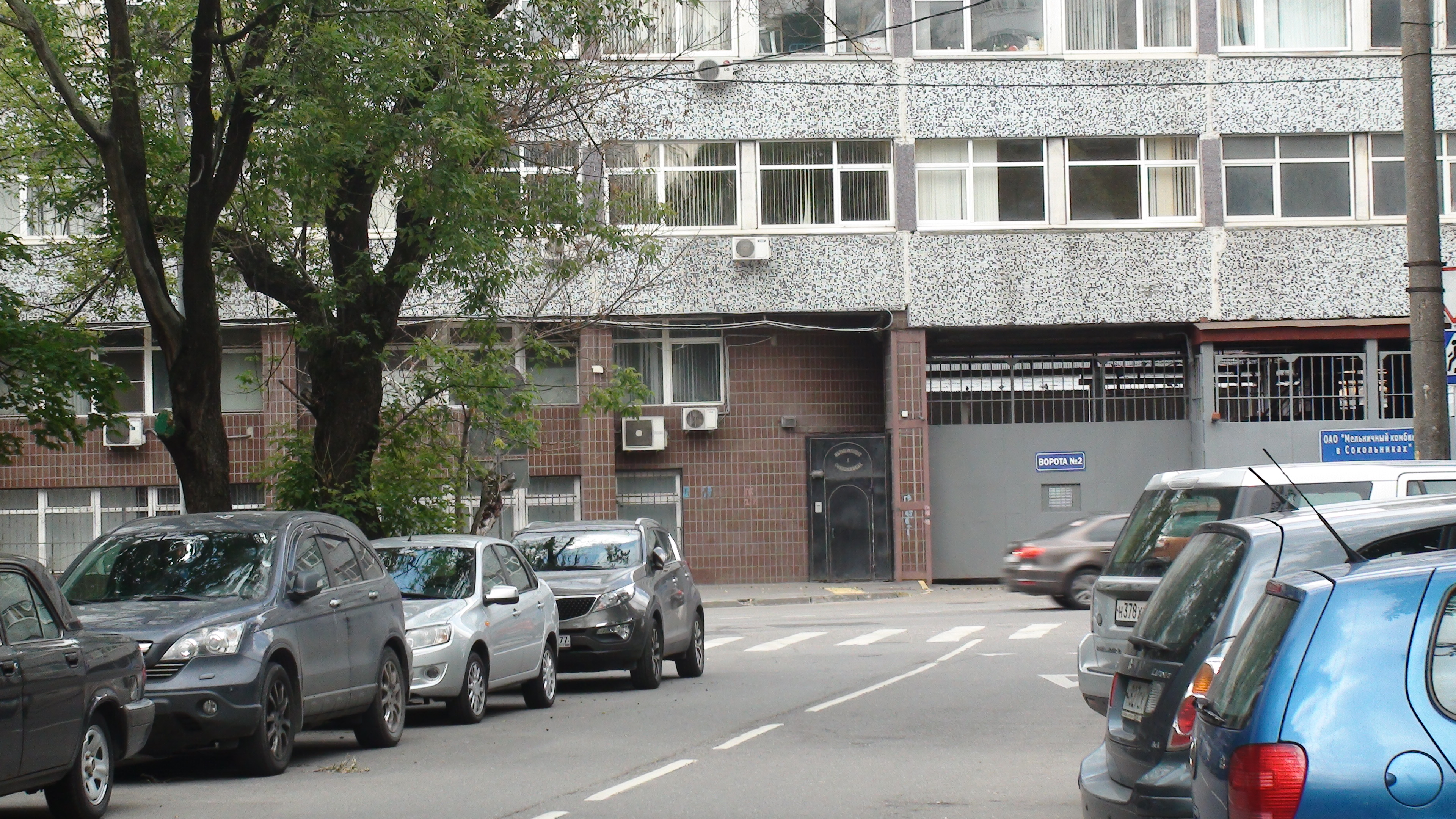
Мелькомбинат им. Цюрупы

Улица начинается от ОАО «Мелькомбинат в Сокольниках» (бывший Мелькомбинат № 1 им. А. Д. Цюрупы), одного из старейших зерноперерабатывающих предприятий России, основанного в 1881 г.
Далее, после пересечения с улицей Гастелло, расположена школа № 369 и «Европейская гимназия».
Далее слева памятник архитектуры — жилой дом 1908 г. Построен архитектором И. Г. Кондратенко на 60 тысяч рублей, завещанных богатой купчихой Э. К. Рахмановой для бесплатных квартир. Как было сказано в уставе, в этих квартирах могли жить те, кто «случайно впал в бедность либо вследствие потери места, либо по причине болезни или расстройства дел». В доме находилось 15 двухкомнатных и 5 однокомнатных квартир, предоставлявшихся «на время в общем не свыше 6 месяцев». Теперь дом этот неузнаваем, его богатое оформление исчезло при надстройке двумя этажами, занимает его «ЦКБ Тяжёлых Путевых Машин».
Оканчивается улица примыканием к улице Барболина, напротив примыкания — Туберкулёзная больница № 7, построенная меценатом в 1909 году. С обеих сторон 3-й Сокольнической улицы расположены типовые жилые дома 4-го микрорайона Сокольников, в основном 1970-х годов постройки.

## Транспорт
Ближайшие остановки общественного транспорта:
- Остановка «3-я Сокольническая улица» на улице Гастелло:
  - Автобусный маршрут № т32.
- Остановка «Улица Барболина»:
  - Автобусный маршрут № 975.

Ближайшая станция метро —  Сокольники.